# Episodi de La famiglia Bradford (quarta stagione)
La quarta stagione della serie televisiva La famiglia Bradford è stata trasmessa negli Stati Uniti dal 5 settembre 1979 al 30 aprile 1980.
| nº | Titolo originale                    | Titolo italiano                 | Prima TV USA      | Prima TV Italia |
| -- | ----------------------------------- | ------------------------------- | ----------------- | --------------- |
| 1  | Merle the Pearl                     | Promesse e delusioni            | 5 settembre 1979  |                 |
| 2  | The Cupid Crisis                    | Cupido superstar                | 12 settembre 1979 |                 |
| 3  | I Do, I Do, I Do, I Do              | Oggi sposi                      | 19 settembre 1979 |                 |
| 4  | Ten Ships in the Night              | Tutti per uno                   | 26 settembre 1979 |                 |
| 5  | The Night They Raided Bradfords     | Irruzione in casa               | 3 ottobre 1979    |                 |
| 6  | Letter to One Bradford              | Infortuni a catena              | 17 ottobre 1979   |                 |
| 7  | The Devil and Mr. Bradford          | Il Diavolo e il signor Bradford | 24 ottobre 1979   |                 |
| 8  | Big Shoes, Little Feet              | Beati i primi                   | 31 ottobre 1979   |                 |
| 9  | Fathers and Other Strangers: Part 1 | Padre contro padre (I Parte)    | 7 novembre 1979   |                 |
| 10 | Fathers and Other Strangers: Part 2 | Padre contro padre (II Parte)   | 7 novembre 1979   |                 |
| 11 | Separate Ways                       | Corto circuito                  | 21 novembre 1979  |                 |
| 12 | Arrivals                            | Nuovi arrivi                    | 28 novembre 1979  |                 |
| 13 | Brotherhood, Sisterhood             | Tentar non nuoce                | 5 dicembre 1979   |                 |
| 14 | Mary, He's Married                  | Un amore impossibile            | 12 dicembre 1979  |                 |
| 15 | My Son, The Prom Queen              | La regina del ballo             | 9 gennaio 1980    |                 |
| 16 | The Courage to Be                   | Il coraggio di vivere           | 16 gennaio 1980   |                 |
| 17 | Semi-Centennial Bradford            | Gallina vecchia                 | 23 gennaio 1980   |                 |
| 18 | The Commitment                      | Festa a sorpresa                | 30 gennaio 1980   |                 |
| 19 | Seven More Days in February         | Follie di carnevale             | 6 febbraio 1980   |                 |
| 20 | The Return of Joe Simons            | Il ritorno di nonno Joe         | 13 febbraio 1980  |                 |
| 21 | Bradford vs. Bradford               | L'erba del vicino...            | 27 febbraio 1980  |                 |
| 22 | Memories                            | Ombre del passato               | 5 marzo 1980      |                 |
| 23 | Official Positions                  | Il libro della discordia        | 19 marzo 1980     |                 |
| 24 | A Matter of Mentors                 | Scontri ravvicinati             | 26 marzo 1980     |                 |
| 25 | Roll Over Bradford                  | Cuori infranti                  | 2 aprile 1980     |                 |
| 26 | A Little Triangle                   | Triangoli                       | 9 aprile 1980     |                 |
| 27 | Grad Night                          | Festa di diploma                | 30 aprile 1980    |                 |